# Traditionsfartyg

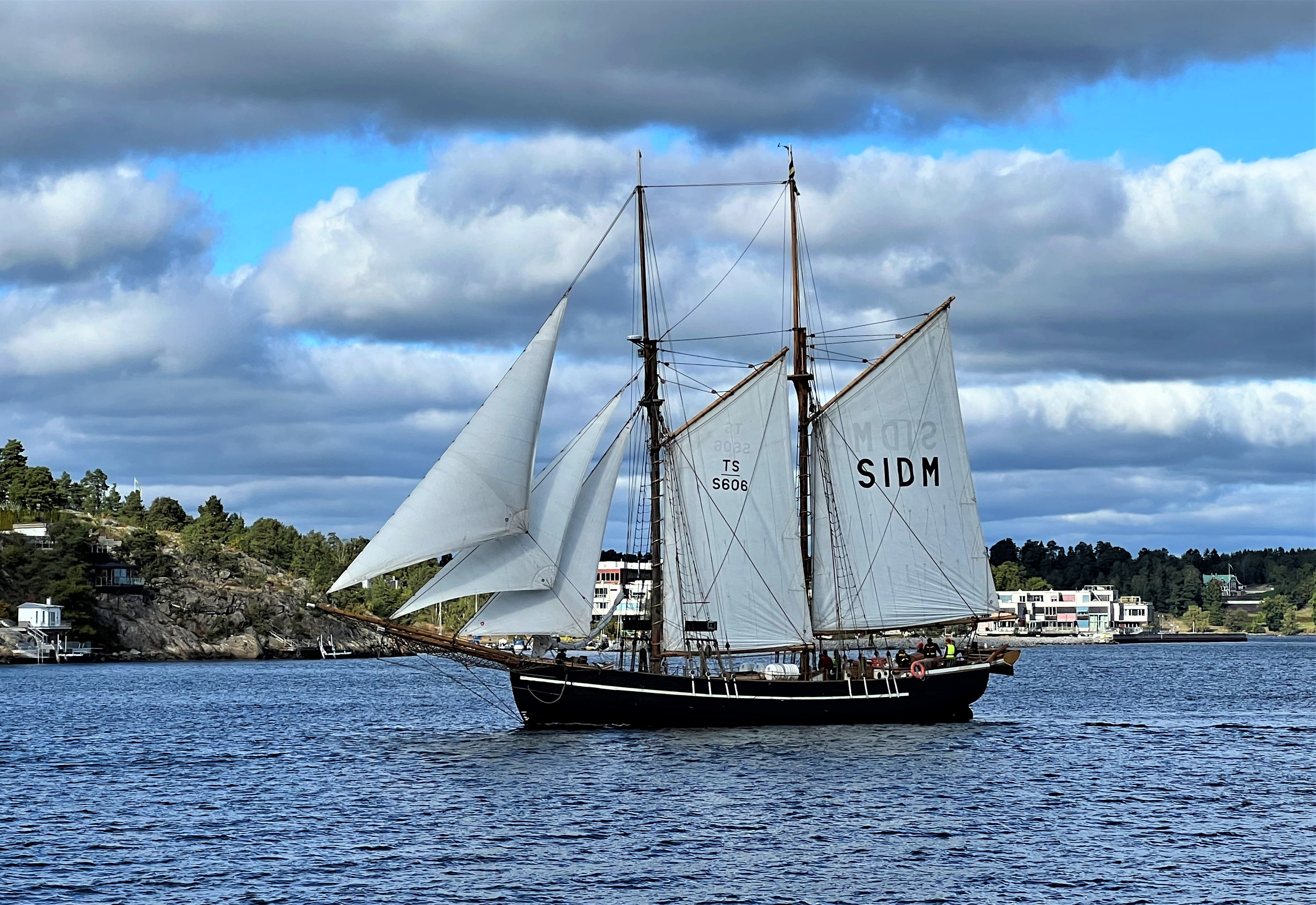
Traditionsfartyget Ellen i Halvkakssundet mellan Lidingö och Nacka, 2022.

Traditionsfartyg är klassade kulturhistoriskt värdefulla fartyg.
I Finland klassas traditionsfartyg av Museiverket, i Sverige av Transportstyrelsen.

## Traditionsfartyg i Finland
Traditionsfartyg förtecknas i Traditionsfartygsregistret, som upprättades med början 1994. Fartygets ägare kan inlämna en ansökan till Museiverket om att fartyget ska bli traditionsfartyg, vilken bedöms av sakkunnignämnden för traditionsfartygsärenden, vilken är tillsatt av Museiverket för tre år i sänder. Bedömning görs av bland annat fartygens ålder, grad av ursprunglighet och originalitet samt deras käll- och dokumentationsvärde.
Museiverket hade per maj 2015 godkänt 86 fartyg till Traditionsfartygsregistret, varav 54 är ångfartyg, 13 motorfartyg, 15 segelfartyg och fyra pråmar.

## Traditionsfartyg i Sverige
Transportstyrelsens klassningsbeslut tas efter samråd med Statens maritima museer. Denna klassning är inte samma som kulturhistorisk märkning (k-märkning), för vilken Statens Maritima Museer fattar beslut. Klassningen som traditionsfartyg har juridisk betydelse för fartygens rättigheter att segla utomlands.
Huvudkriterier för klassning som traditionsfartyg i Sverige är att fartyget:
- ska ha kulturhistoriskt värde eller vara en kopia av ett kulturhistoriskt värdefullt fartyg
- ska fungera som ett levande kulturhistoriskt minne där traditionellt sjömanskap och traditionell teknik ligger till grund för fartygets framförande
- är tillgänglig för allmänheten och syftar till att levandegöra och föra vidare kunskapen i traditionella sjömanshantverk, och att verksamheten inte har ett kommersiellt syfte
- har giltiga certifikat för last- eller passagerarfartyg

I januari 2010 var 58 fartyg klassade som traditionsfartyg i Sverige.